# Grosser Rat (Bern)
Der Grosse Rat des Kantons Bern (fr. Grand Conseil du canton de Berne) ist das Kantonsparlament des Kantons Bern und damit dessen gesetzgebende Behörde. Er tritt jährlich zu vier (früher fünf) Sessionen im Berner Rathaus zusammen, welche in der Regel zehn Tage dauern. Die 160 Mitglieder des Rates «werden alle vier Jahre von den Stimmberechtigten an der Urne gewählt» (letztmals am 27. März 2022), und zwar nach dem Proporzwahlrecht.

## Aufgaben
Die Amtsperiode des Grossen Rates beginnt mit dem 1. Juni des Jahres der Gesamterneuerungswahlen und dauert vier Jahre, endet also am 31. Mai.
Jährlich tritt der Grosse Rat zu vier Sessionen in Bern zusammen, die in der Regel 10 Tage dauern. Beratungen finden in Deutsch (Mundart oder Schriftdeutsch) und Französisch statt mit der Unterstützung von Simultandolmetschern. In Sitzungen von Kommissionen hingegen wird nicht gedolmetscht; hier sind die deutschsprachigen Ratsmitglieder verpflichtet, Schriftdeutsch zu sprechen. Protokolle werden grundsätzlich in der Sprache der protokollführenden Person verfasst, ein Votum aber stets in der Amtssprache wiedergegeben, in der es abgegeben wurde.
Der Grosse Rat erlässt Gesetze und Dekrete und genehmigt internationale Verträge sowie interkantonale Verträge, soweit diese nicht in die Zuständigkeit des Regierungsrates fallen.
Er wählt den Grossratspräsidenten, den Regierungspräsidenten, den Staatsschreiber, den Präsidenten von Obergericht und Verwaltungsgericht sowie weitere Gerichtsmitglieder, sofern diese nicht der Volkswahl unterstehen.
Der Grosse Rat ist die oberste Aufsichtsbehörde über den Regierungsrat, Gerichte und Verwaltung. Des Weiteren entscheidet er über Gegenstände, die der Volksabstimmung unterliegen, entscheidet bei Zuständigkeitskonflikten zwischen den obersten kantonalen Behörden und beschliesst Amnestien und Begnadigungen.
Im Gegensatz zu anderen Kantonen gibt es im Kanton Bern kein obligatorisches Finanzreferendum ab Ausgaben einer bestimmten Höhe. Der Grosse Rat kann also frei entscheiden. Vielmehr ist es so, dass im Kanton Bern die Entscheidungsgewalt über neue Ausgaben einmaliger Art bis zur Höhe von 1 Million Franken und neue wiederkehrende Ausgaben bis zu 200'000 Franken in den Händen des Regierungsrates liegt (Artikel 89 Kantonsverfassung).
Hingegen räumt Artikel 62 ein fakultatives Finanzreferendum ein, welches jedoch erst ab einmaligen Ausgaben von über zwei Millionen Franken oder wiederkehrenden Ausgaben über 400'000 Franken ergriffen werden kann. Ein Referendum gilt im Kanton Bern als zustande gekommen, wenn die schriftliche Zustimmung von 10'000 Stimmberechtigten innerhalb von drei Monaten erfolgt ist.
Nach Artikel 57 der Kantonsverfassung können 30'000 Stimmberechtigte jederzeit eine vorgezogene Neuwahl des Grossen Rates verlangen. Über eine solche Vorlage ist innerhalb von 3 Monaten abzustimmen. Wird die Vorlage angenommen, so sind unverzüglich Neuwahlen durchzuführen.

## Geschichte

### Ancien Régime (bis 1798)

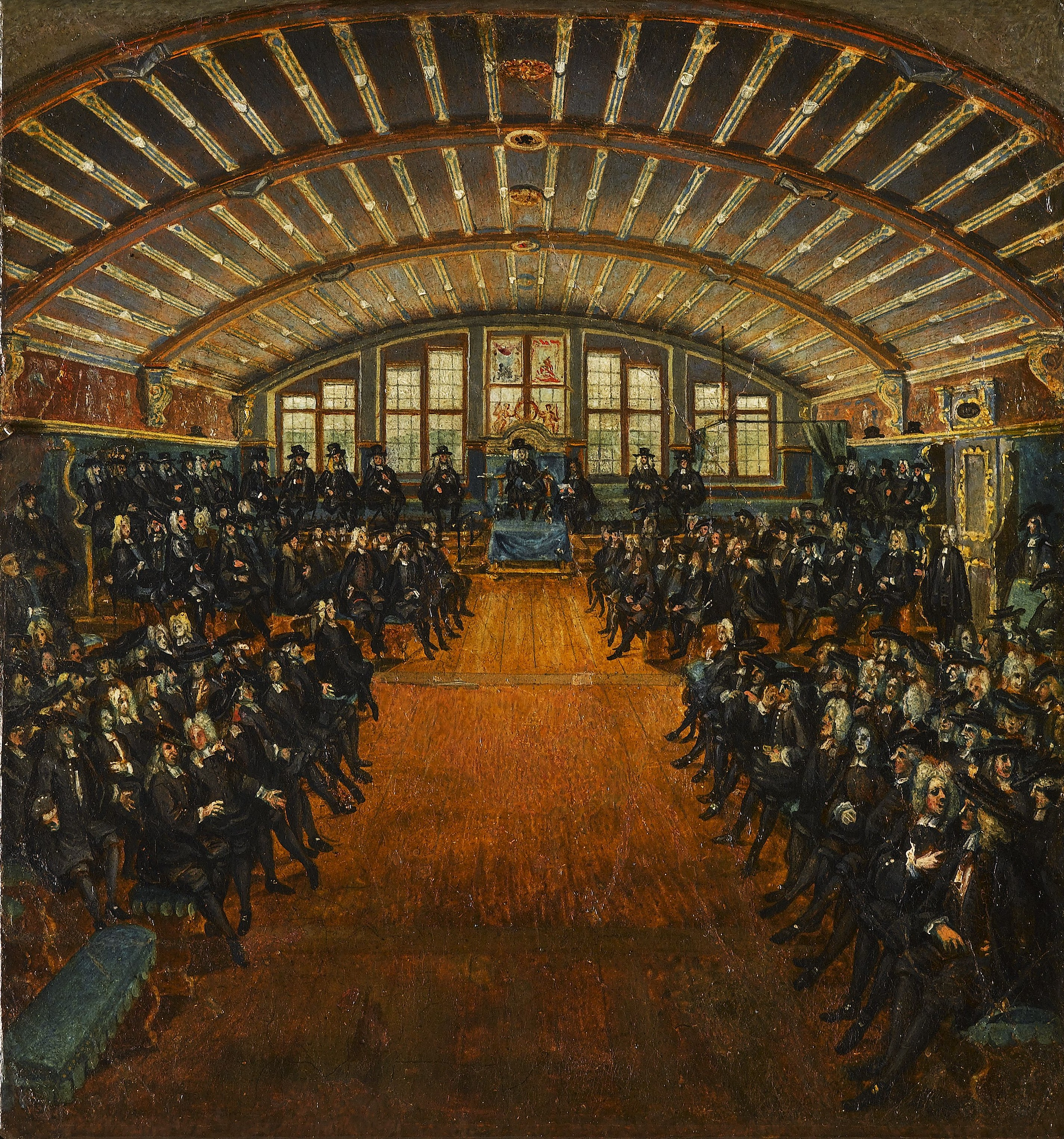
Der Grosse Rat der Stadt und Republik Bern in der Burgerstube (1735)

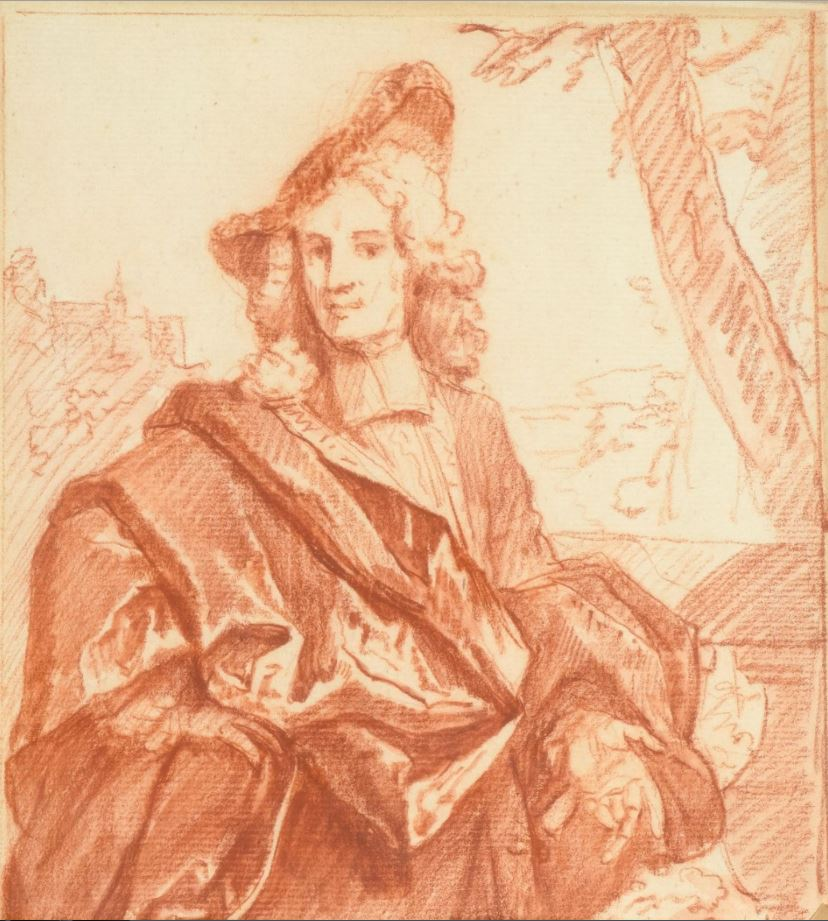
Mitglied des Grossen Rates in Amtstracht, Porträtskizze von Johann Rudolf Huber (um 1710)

Der unter dem Vorsitz des Schultheissen tagende bernische Grosse Rat wurde im Rahmen der Verfassungsreform von 1294 geschaffen. Je vier Vertreter der vier Stadtviertel wählten als Wahlmänner (die «Sechzehner») zu Ostern je 50 Mitglieder des Grossen Rats. Die Sechzehner und die Mitglieder des Kleinen Rats gehörten dem Grossen Rat ursprünglich nicht an. Mit dem Grossen Rat schufen die gewerbetreibenden Stadtbürger ein Gegengewicht zu dem durch den städtischen Adel dominierten Kleinen Rat. Jeder Gewählte hatte innert 14 Tagen das bernische Burgerrecht anzunehmen (wenn er es noch nicht besass) und eine Rüstung zu beschaffen. Im 15. Jahrhundert wurde die Mitgliedschaft im Grossen Rat erstmals durch eine Satzung erschwert, indem Berner fünf Jahre und Eidgenossen zehn Jahre in Bern ansässig sein mussten. Die ursprüngliche Anzahl von 200 Mitgliedern («Rat der Zweihundert») wuchs im Spätmittelalter allmählich an, zeitweise auf über 300 Mitglieder. Während das Rote Buch die Satzungen der Stadt enthielt, entstand mit den Burgerspunkten die Geschäftsordnung des Grossen Rates. Die Geschäfte des Grossen Rats wurden seit 1526 vom Kleinen Rat vorberaten. 1529 wurde die Satzung erlassen, dass jedes Mitglied des Grossen Rates innerhalb des Stadtbanns ein eigenes Haus besitzen soll; Söhne im Haus ihrer Väter hatten innerhalb eines Jahres eigenen Hausbesitz zu erlangen. Unehelich Geborene durften ab 1557 nicht mehr Einsitz im Rat nehmen. Ab 1530 erhielten alle Mitglieder vier Mütt Dinkel Jahresbesoldung und zwei Batzen Sitzungsgeld.
Bis 1619 wurde der Grosse Rat jährlich ergänzt, im Verlauf des 17. Jahrhunderts erfolgten die Ergänzungswahlen immer seltener, bis schliesslich 1642 beschlossen wurde, eine Wahl nur dann anzusetzen, wenn die Mitgliederzahl unter 200 gefallen sein sollte. Mehr als 300 Mitglieder durften auf keinen Fall mehr gewählt werden. Die 1643 neu geschaffenen Einwohnerkategorien der Ewigen Einwohner (Habitanten) und Hintersässen konnten nicht gewählt werden. Ab 1683 waren nun auch ledige Männer nach zurückgelegtem 29. Altersjahr wählbar. Dies führte dazu, dass Heiratsstrategien im Vorfeld der Burgerbesatzung (Wahlen) eine bedeutende Rolle zu spielen begannen. Die Töchter («Barettlitöchter») der Sechzehner und Kleinen Räte, welche Nominationen aussprechen durften, waren im Vorfeld der Wahlen heiss umworben. Während die «Burger» im Mittelalter die gesamte Einwohnerschaft der Stadt bezeichnete, meinte der Begriff spätestens in der Neuzeit ausschliesslich die Mitglieder des Grossen Rats. Mit dem Ratsbeschluss vom 8. Mai 1682 erklärte sich der Grosse Rat als Souverän und entriss damit der Burgerschaft die Landesherrschaft. Die Zahl der wahlfähigen Geschlechter wurde durch die Kooptation zunehmend kleiner, was spätestens im 18. Jahrhundert in den nicht regierenden, im Bürgerrecht stehenden Familien zu Missmut führte (s. Henzi-Verschwörung). 1790 wurde beschlossen, dass die Mindestzahl der im Grossen Rat vertretenen Geschlechter 76 betragen soll. Die Wahlen fanden im späten 18. Jahrhundert nur noch alle zehn Jahre oder wenn die Anzahl Grossräte unter 200 gefallen war, statt. Dies führte dazu, dass Resignationen (Rücktritte) älterer Ratsmitglieder erkauft wurden. Ein Sitz im Grossen Rat war die Voraussetzung für die Erlangung teilweise lukrativer Amtsstellen. Mit der am 4. März 1798 erfolgten Kapitulation gegenüber Frankreich verlor der Grosse Rat vorübergehend seine Befugnisse.

### Helvetik und Mediationszeit
Während der Helvetik gab es ausschliesslich den helvetischen Grossen Rat. Ein Wahlmann pro hundert Einwohner wählte in den Kirchgemeinden acht Abgeordnete für den Kanton Bern.
Durch die Mediationsakte erhielt der 1803 neu geschaffene Kanton Bern wiederum einen eigenen Grossen Rat mit souveräner Gewalt. Der nun 195 Mitglieder umfassende Rat tagte allerdings nur halbjährlich, je drei Wochen. Der Kanton Bern wurde in fünf Wahlbezirke eingeteilt, diese wiederum in 13 Wahlzünfte. Gewählt wurde alle zwei Jahre in einem komplizierten Wahl- und Losverfahren. Wählbar waren alle Burger (Stadt und Land) ab 30 Jahren, die über Grundbesitz oder Wertschriften verfügten. Dies führte dazu, dass die Burger der Stadt Bern mit 121 Abgeordneten stark übervertreten waren. 80 Mitglieder waren bereits vor 1798 im Grossen Rat vertreten.

### Frauen im Grossen Rat
Im Kanton Bern stimmten die Männer dem Frauenstimm- und -wahlrecht am 12. Dezember 1971 zu, kurz nach der Einführung des nationalen Frauenstimmrechts im Februar. Am 1. Juni 1974 nahmen zum ersten Mal zehn Frauen an einer Session des Berner Kantonsparlaments teil. Zwölf Jahre später wurde mit Margrit Schläppi-Brawand die erste Grossratspräsidentin vereidigt. Seit 2021 wird im Rathaus dieser historischen Veränderungen gedacht.

## Parteien – Wahlergebnisse seit 1910

### Aktuelle Zusammensetzung
- AL: 1
- Grüne: 19
- PSA: 2
- SP: 32
- GLP: 16
- EVP: 9
- Mitte: 12
- FDP: 18
- SVP: 44
- EDU: 6
- Bürgerliche Stadt- und Landliste: 1

### Parteiengeschichte
Nach der Verfassungsänderung und Einführung des allgemeinen Männerwahlrechts 1846 gelangten die Radikalen («Weisse») an die Macht mit rund 180 von 226 Sitzen, unterlagen aber bei den Grossratswahlen 1850 den neu formierten konservativen «Schwarzen» (rund 100 gegenüber 115 Sitzen). 1854 waren die Mehrheitsverhältnisse unklar, und unter dem Schlagwort der «Fusion» folgte eine Periode der Annäherung und Zusammenarbeit, die letztlich jedoch in eine ungebrochene Dominanz des Freisinns mündete, auch weil dieser einheitlicher organisiert war als die Konservativen, die aus stadtbernischen Patriziern, jurassischen Katholiken und der rechtspopulistischen Bernischen Volkspartei (ab 1882) bestanden.
Die allmähliche Loslösung der Arbeiterschaft von den Radikalen führte 1888 zur Gründung der Sozialdemokratischen Partei (SP). Die SP konnte sich in den industrialisierten Gebieten des Kantons rasch eine bedeutende Stellung erarbeiten. In der Mitte des 20. Jahrhunderts stellten die Sozialdemokraten jahrzehntelang über ein Drittel der Grossratsmitglieder und bildeten damit ein starkes Gegengewicht zur bürgerlichen Mehrheit. Ende der 1960er-Jahre setzte allerdings ein Abwärtstrend ein; seither verliert die SP tendenziell stetig an Gewicht gegenüber anderen Links- und Mitte-links-Parteien.
Ebenfalls vom Freisinn trennte sich 1918 die Bauern- und Bürgerpartei (ab 1921 Bauern-, Gewerbe- und Bürgerpartei (BGB)), der sich auch die verbliebenen reformierten Konservativen anschlossen. Die BGB wurde ab den Wahlen 1922, die mit der Einführung des Proporzwahlrechts zusammenfielen, dauerhaft stärkste Kraft. In den 1930er-Jahren spaltete sich die Jungbauernbewegung (Bauernheimatbewegung), welche eine antizyklische Finanzpolitik verlangte und dazu mit der SP zusammenarbeitete, von der BGB ab. Die Jungbauern erreichten vorübergehend rund 10 % der Stimmen und Grossratssitze, überlebten den Zweiten Weltkrieg aber nicht. Die BGB wurde 1971 Teil der nationalen Schweizerischen Volkspartei (SVP). In den 1990er-Jahren bildete sie den gemässigten «Berner Flügel» der SVP, welcher sich gegen den zunehmend rechtspopulistischen Kurs der nationalen Partei wehrte. In den 2000er-Jahren setzte sich aber schliesslich auch in der Berner SVP der rechte Flügel durch. Der gemässigte Flügel spaltete sich daraufhin 2008 unter dem Namen Bürgerlich-Demokratische Partei (BDP) ab. Die BDP ging 2021 in der Partei Die Mitte auf.
Die Katholisch-Konservative Volkspartei (ab 1957 Christlichsoziale Partei, ab 1971 Christlichdemokratische Volkspartei) bestand unabhängig von der BGB fort und hatte ihren Schwerpunkt im katholisch geprägten Nordjura, wo sie in der Jurafrage den Separatismus befürwortete. Seit der Abspaltung des Kantons Jura (1979) und des Laufentals (1994) verlor die CVP ihre Bedeutung weitgehend. Nachdem sie bei ihren beiden letzten Wahlteilnahmen ohne Sitze geblieben war, fusionierte sie 2021 mit der BDP zur Partei «Die Mitte».
Bereits in der Zwischenkriegszeit wurden vereinzelt Vertreter kleiner Mitte-links-Parteien gewählt, die sich zwischen den Blöcken der Bürgerlichen und der Sozialdemokraten positionierten, so der Grütlianer (einer SP-Rechtsabspaltung) oder der Freiwirtschafter um Fritz Schwarz. Der von Gottlieb Duttweiler gegründete Landesring der Unabhängigen war während der ganzen Zeit seiner Existenz (von den 1930er- bis zu den 1990er-Jahren) im Grossen Rat vertreten; mit maximal fünf Sitzen erreichte er im Kanton Bern jedoch bei Weitem nicht dieselbe Bedeutung wie etwa in Zürich oder Basel. Im politischen Spektrum ähnlich positionierte sich das Junge Bern, eine in den 1950er-Jahren gegründete Stadtberner Partei, die jeweils auch bei kantonalen (nicht aber nationalen) Wahlen antrat und auch Sitze gewann. Die Evangelische Volkspartei, konnte dagegen, obwohl bereits nach dem Ersten Weltkrieg gegründet, erst nach dem Zweiten Weltkrieg auf kantonaler Ebene Fuss fassen.
Im französischsprachigen Kantonsteil spaltete in der Nachkriegszeit die Jurafrage beinahe alle Parteien. Ab 1970 waren daher im Grossrat diverse Listen vertreten, welche die Gründung eines Kantons Jura bzw. nachdem sich dies 1979 realisiert hatte, den Anschluss des verbliebenen Berner Juras an ebendiesen forderten. Am langlebigsten erwiesen sich dabei die separatistischen Sozialdemokraten vom Parti socialiste autonome du Sud du Jura.
Als einzige Partei der faschistischen Frontenbewegung war die Heimatwehr in den 1930er- und 1940er-Jahren mit einigen Sitzen im Berner Grossrat vertreten. Danach sollte es bis 1976 dauern, bis wieder eine Partei rechts der SVP ins Kantonsparlament einziehen konnte, nämlich die Nationale Aktion gegen die Überfremdung von Volk und Heimat (NA). Im folgenden Vierteljahrhundert stellten die kleinen Rechtsparteien – zu denen neben der NA (seit 1991 Schweizer Demokraten) auch die rechtschristliche EDU sowie die antiökologische Auto-Partei gehörten – jeweils eine Handvoll Grossratsmitglieder. Den Rechtsruck der SVP überlebte nur die EDU mit ihrer starken Basis in konservativen Freikirchen.
Während der historische Kommunismus im Kanton Bern nie eine Rolle gespielte hatte (nur gerade unmittelbar nach dem Zweiten Weltkrieg stellte die PdA während einer Legislatur drei Grossräte), gelangten in der Folge der 68er- und 80er-Bewegung die kleinen Linksaussenparteien POCH, Sozialistische Arbeiterpartei und Demokratische Alternative (DA) in das Kantonsparlament. Aus diesen Kreisen ging 1987 das Grüne Bündnis (GB) hervor. Bedeutender war indes die Freie Liste, später Grüne Freie Liste (GFL), eine Linksabspaltung der FDP um Leni Robert, in der sich eher bürgerlich geprägte Sympathisierende der neuen sozialen Bewegungen sammelten und der sich auch das Junge Bern anschloss. Im Jahr 2006 fusionierten GB und GFL zu den Grünen Kanton Bern. Seit 2014 stellt zudem die links von den Grünen politisierende Stadtberner Linksaussenpartei eine Grossrätin.
Die Grünliberalen, im Kanton Bern keine Abspaltung von den Grünen, sondern eine Neugründung vorher politisch nicht aktiver Personen, sind seit 2010 im Grossen Rat vertreten, seit 2014 in Fraktionsstärke mit mehr als zehn Mitgliedern.

### Wahlergebnisse seit 1918
Bei den Wahlen von 1918 bis 2022 erreichten die angetretenen Parteien folgende Sitzzahlen:

## Mitglieder

### Wahlkreise
Gemäss Kantonsverfassung geschieht die Verteilung der Mandate entsprechend der Einwohnerzahl. Für den (französischsprachigen) Berner Jura gilt insbesondere, dass ihm mindestens zwölf Mandate zustehen. Weiter heisst es, dass für die französischsprachige Minderheit im Wahlkreis Biel-Seeland eine angemessene Vertretung sicherzustellen ist. Konkret geregelt wird die Wahlkreisaufteilung im Gesetz über die politischen Rechte von 2012 (aktualisiert 2014).
Der Kanton war bis zur Wahlkreisreform 2010 in acht Wahlbezirke unterteilt. Mit der Reform wurde die Anzahl der Wahlkreise auf neun erhöht, die Grenzen angepasst sowie einerseits die Mindestzahl von zwölf Vertretern für den Wahlbezirk Berner Jura und anderseits der garantierte Anspruch der französischsprachigen Bevölkerung im Wahlbezirk Biel-Seeland gemäss ihrem prozentualen Bevölkerungsanteil festgelegt. Die genaue Zahl an Mandaten je Wahlkreis wird durch Regierungsratsbeschluss festgelegt.
| Wahlkreis       | Definition                                                                                | Sitze 2010 | Sitze 2014/18 | Sitze 2022 |
| --------------- | ----------------------------------------------------------------------------------------- | ---------- | ------------- | ---------- |
| Berner Jura     | Verwaltungskreis Berner Jura                                                              | 12         | 12            | 12         |
| Biel-Seeland    | Verwaltungsregion Seeland (= Verwaltungskreise Biel/Bienne und Seeland)                   | 25         | 26            | 27         |
| Oberaargau      | Verwaltungskreis Oberaargau                                                               | 12         | 12            | 12         |
| Emmental        | Verwaltungskreis Emmental                                                                 | 15         | 15            | 15         |
| Mittelland-Nord | nördlicher Teil des Verwaltungskreises Bern-Mittelland                                    | 20         | 22            | 22         |
| Bern            | Einwohnergemeinde Bern                                                                    | 20         | 20            | 20         |
| Mittelland-Süd  | südlicher Teil des Verwaltungskreises Bern-Mittelland                                     | 22         | 20            | 20         |
| Thun            | Verwaltungskreis Thun                                                                     | 17         | 17            | 16         |
| Oberland        | Verwaltungskreise Obersimmental-Saanen, Frutigen-Niedersimmental und Interlaken-Oberhasli | 17         | 16            | 16         |

### Wählbarkeit
Jedes Ratsmitglied ist verpflichtet, sich vereidigen zu lassen. Wer sich weigert, den Eid oder das Gelübde abzulegen, verzichtet auf sein Amt.
Dem Grossen Rat darf nicht angehören, wer gleichzeitig Mitglied im Regierungsrat oder einer kantonalen richterlichen Behörde ist; ebenso sind Angestellte der kantonalen Verwaltung und Mitarbeiter der Finanzkontrolle von einem Amt als Grossrat ausgeschlossen.

### Entschädigung

#### Regelung bis Mai 2014
Jedes Ratsmitglied erhält eine Jahrespauschale von 2000 Franken.
Für die Teilnahme an den Sitzungen des Grossen Rates, der parlamentarischen Organe, der Ausschüsse und Fraktionen gibt es zudem ein Sitzungsgeld von 170 Franken für einfache, 270 Franken für Doppelsitzungen und 370 Franken für Dreifachsitzungen.
Ratsmitglieder, die keiner Fraktion angehören, erhalten zudem eine Jahrespauschale von 3400 Franken.
Für Reisen gibt es eine Aufwandsentschädigung von 70 Rappen pro Kilometer, wobei hier Reise- und Übernachtungsspesen enthalten sind.
Zudem bezieht der Ratspräsident zusätzlich eine Entschädigung von 10'000 Franken, der 1. Vizepräsident von 2000 Franken, der 2. Vizepräsident von 1000 Franken. Auch die Vorsitzenden der einzelnen Kommissionen werden zusätzlich entschädigt mit jeweils 5000 Franken pro Jahr. Hinzu kommen noch weitere Entschädigungen für Fraktionspräsidenten und Mitglieder des Büros.

#### Regelung seit Juni 2014
Die geänderte Fassung der Geschäftsordnung des Grossen Rates sieht eine grundsätzliche Erhöhung der Entschädigungen vor. Jedoch entfällt die bisherige Jahrespauschale für jedes Ratsmitglied.
Neu beträgt das Sitzungsgeld 230 Franken pro Tag. Für jede weitere Sitzung an einem Tag – es werden maximal vier entschädigt – kommen jeweils 100 Franken hinzu. Dazu zählen Sitzungen des Grossen Rates, der Ratsorgane oder deren Abordnungen und der Fraktionen.
Für fraktionslose Mitglieder wird weiterhin eine zusätzliche Jahrespauschale von 3500 Franken gezahlt.
Änderungen gab es zudem bei den jährlichen Entschädigungen für Sonderfunktionen.
Der Grossratspräsident erhält weiterhin pauschal 10'000 Franken pro Jahr, der 1. Vizepräsident künftig 5000 Franken, der 2. Vizepräsident 3500 Franken. Die weiteren Mitglieder des Ratsbüros erhalten 2500 Franken.
Für die Präsidenten der Kommissionen bleibt es bei weiterhin 5000 Franken im Jahr.

### Liste der Mitglieder
Stand vom 2. Juni 2025:
| Name                        | Partei    | Wohngemeinde          | Wohnort               | Wahlkreis       |
| --------------------------- | --------- | --------------------- | --------------------- | --------------- |
| Verena Aebischer            | SVP       | Guggisberg            | Guggisberg            | Mittelland-Süd  |
| Katharina Ali-Oesch         | SP        | Thun                  | Thun                  | Thun            |
| Christa Ammann              | AL        | Bern                  | Bern                  | Bern            |
| Madeleine Amstutz           | BSL       | Sigriswil             | Sigriswil             | Thun            |
| Daniel Arn                  | FDP       | Muri bei Bern         | Muri bei Bern         | Mittelland-Nord |
| Romeo Arnold                | GLP       | Oberhofen             | Oberhofen             | Thun            |
| Ueli Augstburger            | SVP       | Gerzensee             | Gerzensee             | Mittelland-Süd  |
| Jann Fritz Bangerter        | SVP       | Bern                  | Bern                  | Biel-Seeland    |
| Alfred Bärtschi             | SVP       | Lützelflüh            | Lützelflüh            | Emmental        |
| Tanja Bauer                 | SP        | Köniz                 | Wabern bei Bern       | Mittelland-Süd  |
| Katharina Baumann-Berger    | EDU       | Münsingen             | Münsingen             | Mittelland-Süd  |
| Stefan Berger               | SP        | Burgdorf              | Burgdorf              | Emmental        |
| Karin Berger-Sturm          | SP        | Grosshöchstetten      | Grosshöchstetten      | Mittelland-Süd  |
| Melanie Beutler-Hohenberger | EVP       | Thun                  | Thun                  | Thun            |
| Alfons Bichsel              | Die Mitte | Sigriswil             | Merligen              | Thun            |
| Daniel Bichsel              | SVP       | Zollikofen            | Zollikofen            | Mittelland-Nord |
| Dominik Blatti              | EDU       | Oberwil im Simmental  | Oberwil im Simmental  | Oberland        |
| Peter Bohnenblust           | FDP       | Biel/Bienne           | Biel/Bienne           | Biel-Seeland    |
| Beat Bösiger                | SVP       | Niederbipp            | Niederbipp            | Oberaargau      |
| Tabea Bossard-Jenni         | EVP       | Oberburg              | Oberburg              | Emmental        |
| Thomas Brönnimann           | GLP       | Köniz                 | Mittelhäusern         | Mittelland-Süd  |
| Bernhard Brügger            | SVP       | Stocken-Höfen         | Höfen bei Thun        | Thun            |
| Toni Brunner                | SVP       | Landiswil             | Landiswil             | Mittelland-Süd  |
| Christine Bühler            | Die Mitte | Romont                | Romont                | Biel-Seeland    |
| Dominique Bühler            | Grüne     | Köniz                 | Liebefeld             | Mittelland-Süd  |
| Regula Bühlmann             | Grüne     | Bern                  | Bern                  | Bern            |
| Simon Buri                  | GLP       | Konolfingen           | Konolfingen           | Mittelland-Süd  |
| Stefan Bütikofer            | SP        | Lyss                  | Lyss                  | Biel-Seeland    |
| Beat Cattaruzza             | GLP       | Nidau                 | Nidau                 | Biel-Seeland    |
| Susanne Clauss              | SP        | Biel                  | Biel                  | Biel-Seeland    |
| Andrea de Meuron            | Grüne     | Thun                  | Thun                  | Thun            |
| Anna de Quervain            | Grüne     | Bern                  | Thun                  | Emmental        |
| Elisabeth Dubler            | Grüne     | Bern                  | Bern                  | Mittelland-Nord |
| Samantha Dunning            | SP        | Biel/Bienne           | Biel/Bienne           | Biel-Seeland    |
| Martin Egger                | GLP       | Frutigen              | Frutigen              | Oberland        |
| Sibyl Eigenmann             | Die Mitte | Bern                  | Bern                  | Bern            |
| Michael Elsaesser           | FDP       | Kirchberg             | Kirchberg             | Emmental        |
| Claudine Esseiva            | FDP       | Bern                  | Bern                  | Bern            |
| Nils Fiechter               | SVP       | Oberwil im Simmental  | Oberwil im Simmental  | Oberland        |
| Ruedi Fischer               | SVP       | Bätterkinden          | Bätterkinden          | Emmental        |
| Karin Fisli                 | SP        | Meikirch              | Meikirch              | Mittelland-Nord |
| Peter Flück                 | FDP       | Interlaken            | Interlaken            | Oberland        |
| Patrick Freudiger           | SVP       | Langenthal            | Langenthal            | Oberaargau      |
| Thomas Fuchs                | SVP       | Bern                  | Bern                  | Bern            |
| Sarah Gabi Schönenberger    | SP        | Schwarzenburg         | Schwarzenburg         | Mittelland-Süd  |
| Thierry Gagnebin            | SP        | Tramelan              | Tramelan              | Berner Jura     |
| Melanie Gasser              | GLP       | Ostermundigen         | Ostermundigen         | Mittelland-Nord |
| Peter Gerber                | Die Mitte | Schüpfen              | Schüpfen              | Biel-Seeland    |
| Thomas Gerber               | Grüne     | Wohlen bei Bern       | Hinterkappelen        | Mittelland-Nord |
| Tom Gerber                  | EVP       | Reconvilier           | Reconvilier           | Berner Jura     |
| Ueli Gfeller                | SVP       | Schangnau             | Schangnau             | Emmental        |
| Anne-Caroline Graber        | SVP       | La Neuveville         | La Neuveville         | Berner Jura     |
| Johann Ulrich Grädel        | EDU       | Huttwil               | Schwarzenbach         | Oberaargau      |
| Claude Grosjean             | GLP       | Bern                  | Bern                  | Bern            |
| Christoph Grupp             | Grüne     | Biel/Bienne           | Biel/Bienne           | Biel-Seeland    |
| Andrea Gschwend-Pieren      | SVP       | Heimiswil             | Kaltacker             | Emmental        |
| Nadja Günthör               | SVP       | Erlach                | Erlach                | Biel-Seeland    |
| Peter Haudenschild          | FDP       | Niederbipp            | Niederbipp            | Oberaargau      |
| Annegret Hebeisen-Christen  | SVP       | Münchenbuchsee        | Münchenbuchsee        | Mittelland-Nord |
| Andreas Hegg                | FDP       | Lyss                  | Lyss                  | Biel-Seeland    |
| Anita Herren-Brauen         | Die Mitte | Mühleberg             | Rosshäusern           | Mittelland-Nord |
| Sandra Hess                 | FDP       | Nidau                 | Nidau                 | Biel-Seeland    |
| Sven Heunert                | SP        | Thierachern           | Thierachern           | Thun            |
| Virginie Heyer              | FDP       | Perrefitte            | Perrefitte            | Berner Jura     |
| Thomas Hiltpold             | Grüne     | Thun                  | Thun                  | Thun            |
| Brigitte Hilty Haller       | Grüne     | Bern                  | Bern                  | Bern            |
| Irene Hügli                 | SP        | Münchenbuchsee        | Münchenbuchsee        | Mittelland-Nord |
| Beatrix Hurni               | SP        | Frutigen              | Frutigen              | Oberland        |
| Roland Iseli                | SVP       | Rüschegg              | Rüschegg              | Mittelland-Süd  |
| Reto Jakob                  | SVP       | Steffisburg           | Steffisburg           | Thun            |
| Corentin Jeanneret          | FDP       | St-Imier              | St-Imier              | Berner Jura     |
| Stefan Jordi                | SP        | Bern                  | Bern                  | Bern            |
| Barbara Josi                | SVP       | Wimmis                | Wimmis                | Oberland        |
| Tamara Jost-Morandi         | GLP       | Herzogenbuchsee       | Herzogenbuchsee       | Oberaargau      |
| Etienne Klopfenstein        | SVP       | Corgémont             | Corgémont             | Berner Jura     |
| Manuela Kocher Hirt         | SP        | Worben                | Worben                | Biel-Seeland    |
| Beat Kohler                 | Grüne     | Meiringen             | Meiringen             | Oberland        |
| Hans-Peter Kohler           | FDP       | Köniz                 | Spiegel bei Bern      | Mittelland-Süd  |
| Philip Kohli                | Die Mitte | Bern                  | Bern                  | Bern            |
| Samuel Krähenbühl           | SVP       | Unterlangenegg        | Unterlangenegg        | Thun            |
| Alice Kropf                 | SP        | Thun                  | Thun                  | Thun            |
| Samuel Kullmann             | EDU       | Thun                  | Thun                  | Thun            |
| Stephan Lack                | FDP       | Muri bei Bern         | Muri bei Bern         | Mittelland-Nord |
| Raphael Lanz                | SVP       | Thun                  | Thun                  | Thun            |
| Martin Lerch                | SVP       | Langenthal            | Langenthal            | Oberaargau      |
| Samuel Leuenberger          | SVP       | Bannwil               | Bannwil               | Oberaargau      |
| Simone Leuenberger          | EVP       | Wohlen bei Bern       | Uettligen             | Mittelland-Nord |
| Fredy Lindegger             | Grüne     | Roggwil               | Roggwil               | Oberaargau      |
| Roland Lüthi                | GLP       | Moosseedorf           | Moosseedorf           | Mittelland-Nord |
| Benjamin Marti              | SVP       | Belp                  | Belp                  | Mittelland-Süd  |
| Hans Marti                  | Die Mitte | Jegenstorf            | Scheunen              | Mittelland-Nord |
| Ursula Marti                | SP        | Bern                  | Bern                  | Bern            |
| Bruno Martin                | EDU       | Täuffelen             | Täuffelen-Gerolfingen | Biel-Seeland    |
| Samira Liana Martini        | SP        | Herzogenbuchsee       | Herzogenbuchsee       | Oberaargau      |
| Matthias Matti              | Die Mitte | Zweisimmen            | Zweisimmen            | Oberland        |
| Barbara Maurer              | EDU       | Sumiswald             | Sumiswald             | Emmental        |
| Philippe Messerli           | EVP       | Nidau                 | Nidau                 | Biel-Seeland    |
| Andreas Michel              | SVP       | Schattenhalb          | Schattenhalb          | Oberland        |
| Mathias Müller              | SVP       | Orvin                 | Orvin                 | Biel-Seeland    |
| René Müller                 | EVP       | Adelboden             | Adelboden             | Oberland        |
| Reto Müller                 | SP        | Langenthal            | Langenthal            | Oberaargau      |
| Stefan Bänz Müller          | SP        | Wohlen bei Bern       | Innerberg             | Mittelland-Nord |
| Maxime Ochsenbein           | SVP       | Valbirse              | Bévilard              | Berner Jura     |
| Oriana Pardini              | SP        | Lyss                  | Lyss                  | Biel-Seeland    |
| Seraina Patzen              | Grüne     | Bern                  | Bern                  | Bern            |
| Pauline Pauli               | FDP       | Nidau                 | Nidau                 | Biel-Seeland    |
| Alain Pichard               | GLP       | Biel/Bienne           | Biel/Bienne           | Biel-Seeland    |
| Sibylle Plüss-Zürcher       | FDP       | Vechigen              | Boll                  | Mittelland-Nord |
| Francesco Marco Rappa       | Die Mitte | Burgdorf              | Burgdorf              | Emmental        |
| Carlos Reinhard             | FDP       | Thun                  | Thun                  | Thun            |
| Jan Remund                  | Grüne     | Köniz                 | Mittelhäusern         | Mittelland-Süd  |
| Bruno Riem                  | FDP       | Wichtrach             | Wichtrach             | Mittelland-Süd  |
| Maurane Riesen              | ES        | La Neuveville         | La Neuveville         | Berner Jura     |
| Michael Ritter              | GLP       | Burgdorf              | Burgdorf              | Emmental        |
| André Roggli                | Die Mitte | Rüschegg              | Rüschegg Heubach      | Mittelland-Süd  |
| Jürg Rothenbühler           | Die Mitte | Lauperswil            | Lauperswil            | Emmental        |
| Sandra Roulet Romy          | SP        | Valbirse              | Malleray              | Berner Jura     |
| Rahel Ruch                  | Grüne     | Bern                  | Bern                  | Bern            |
| Andrea Rüfenacht            | SP        | Burgdorf              | Burgdorf              | Emmental        |
| Roland Ryser                | SVP       | Affoltern im Emmental | Affoltern im Emmental | Emmental        |
| Simon Ryser                 | GLP       | Seftigen              | Seftigen              | Thun            |
| Karim Saïd                  | SP        | Biel/Bienne           | Biel/Bienne           | Biel-Seeland    |
| Peter Salzmann              | SVP       | Fraubrunnen           | Mülchi                | Mittelland-Nord |
| Hans Schär                  | FDP       | Saanen                | Schönried             | Oberland        |
| Urs Scheuss                 | Grüne     | Biel/Bienne           | Biel/Bienne           | Biel-Seeland    |
| Marianne Schild             | GLP       | Bern                  | Bern                  | Bern            |
| Walter Schilt               | SVP       | Vechigen              | Utzigen               | Mittelland-Nord |
| Meret Schindler             | SP        | Bern                  | Bern                  | Bern            |
| Martin Schlup               | SVP       | Schüpfen              | Schüpfen              | Biel-Seeland    |
| Sandra Schneider            | SVP       | Biel/Bienne           | Biel/Bienne           | Biel-Seeland    |
| Hans Schori                 | SVP       | Seedorf               | Wiler bei Seedorf     | Biel-Seeland    |
| Andreas Schüpbach           | SVP       | Huttwil               | Huttwil               | Oberaargau      |
| Jakob Schwarz               | EDU       | Adelboden             | Adelboden             | Oberland        |
| Edith Siegenthaler          | SP        | Bern                  | Bern                  | Bern            |
| Adrian Spahr                | SVP       | Lengnau               | Lengnau               | Biel-Seeland    |
| Anne Speiser-Niess          | SVP       | Zweisimmen            | Zweisimmen            | Oberland        |
| David Stampfli              | SP        | Köniz                 | Wabern bei Bern       | Bern            |
| Monika Stampfli             | GLP       | Nidau                 | Nidau                 | Biel-Seeland    |
| Hanspeter Steiner           | EVP       | Vechigen              | Boll                  | Mittelland-Nord |
| Barbara Stotzer-Wyss        | EVP       | Büren an der Aare     | Büren an der Aare     | Biel-Seeland    |
| Katja Streiff               | EVP       | Köniz                 | Oberwangen bei Bern   | Mittelland-Süd  |
| Daniel Studer               | SP        | Meiringen             | Meiringen             | Oberland        |
| Walter Sutter               | SVP       | Langnau im Emmental   | Langnau im Emmental   | Emmental        |
| Marc Tobler                 | SVP       | Moutier               | Moutier               | Berner Jura     |
| Bruno Vanoni                | Grüne     | Zollikofen            | Zollikofen            | Mittelland-Nord |
| Tobias Vögeli               | GLP       | Frauenkappelen        | Frauenkappelen        | Mittelland-Nord |
| Casimir von Arx             | GLP       | Köniz                 | Spiegel bei Bern      | Mittelland-Süd  |
| Nicola von Greyerz          | SP        | Bern                  | Bern                  | Bern            |
| Moussia von Wattenwyl       | Grüne     | Tramelan              | Tramelan              | Berner Jura     |
| Belinda Nazan Walpoth       | SP        | Bern                  | Bern                  | Bern            |
| Maya Weber Hadorn           | SP        | Ostermundigen         | Ostermundigen         | Mittelland-Nord |
| Priska Weber-Grunder        | Die Mitte | Aarwangen             | Aarwangen             | Oberaargau      |
| Kurt Wenger                 | SVP       | Meikirch              | Meikirch              | Mittelland-Nord |
| Manuel C. Widmer            | Grüne     | Bern                  | Bern                  | Bern            |
| Daniel André Wildhaber      | SP        | Rubigen               | Rubigen               | Mittelland-Süd  |
| Reto Zbinden                | SVP       | Köniz                 | Mittelhäusern         | Mittelland-Süd  |
| Christoph Zimmerli          | FDP       | Bern                  | Bern                  | Bern            |
| Kurt Zimmermann             | SVP       | Frutigen              | Frutigen              | Oberland        |
| Marina Zuber                | PSA       | Moutier               | Moutier               | Berner Jura     |
| Peter Zumbrunn              | SVP       | Brienz                | Brienz                | Oberland        |